# 学校法人同朋学園
学校法人同朋学園（がっこうほうじんどうほうがくえん）は、名古屋市中村区に本部を置く真宗系の学校法人。

## 沿革
- 1826年（文政9年） - 東本願寺掛所閲蔵長屋設立。
- 1950年（昭和25年） - 東海同朋大学開校。
- 1952年（昭和27年） - 同朋幼稚園開設。
- 1958年（昭和33年） - 東海同朋大学附属高等学校開校。
- 1959年（昭和34年） - 東海同朋大学を同朋大学に、附属高等学校を同朋高等学校に名称変更。
- 1965年（昭和40年） - 名古屋音楽短期大学開校。
- 1967年（昭和42年） - 名古屋造形芸術短期大学開校。
- 1976年（昭和51年） - 名古屋音楽大学開校。
- 1990年（平成2年） - 名古屋造形芸術大学開校。
- 2003年（平成15年） - 名古屋造形芸術短期大学を名古屋造形芸術大学に統合、名古屋造形芸術大学短期大学部となる。
- 2006年（平成18年） - 同朋幼稚園、同朋大学付属同朋幼稚園に名称変更。
- 2008年（平成20年） - 名古屋造形芸術大学、名古屋造形大学に名称変更。

## 運営学校
- 同朋大学
- 名古屋造形大学
- 名古屋音楽大学
- 同朋高等学校
- 同朋大学附属同朋幼稚園

## 本部所在地
- 愛知県名古屋市中村区稲葉地町7-1